# Джаміла Хайр
Джаміла Хайр (івр. ג'מילה ח'יר, 1940 р.н.), відома як бабуся Джаміла, ізраїльтянка-друз, яка виробляє натуральну косметику на основі чистої харчової оливкової олії та лікарських трав. У 2006 році, на 58-му Дні незалежності Держави Ізраїль, Джаміла підняла факел разом зі Стефом Вертхаймером за їхню роботу для розвитку Галілеї.

## Біографія
Бабуся Джаміла, яка живе в Пкіїні, є нащадком друзької родини, яка оселилася в Ізраїлі 300 років тому. Виготовляє натуральне мило з оливкової олії та лікарських трав. Її мило мало репутацію цілющих властивостей, і вона була відома як перша жінка-друз, яка створила фабрику своїми руками.
Бабуся Джаміла народилася в бідній родині. У 16 років вийшла заміж, а в 21 рік вже мала трьох дітей. Ця ситуація змусила її піти на роботу, і тому вона була однією з перших жінок-друзів, які вийшли на роботу всупереч тому, що було прийнято в спільноті друзів. У вільний час вона готувала суміші для створення медичного мила і лише через кілька років змогла створити якісне мило, яке не розпадалося. Цей успіх привів її до заснування миловарної фабрики в міжнародному масштабі на шостому десятилітті її життя і навіть дозволив їй запалити факел на День Незалежності.

## Особисте життя
Сьогодні Джаміла – мати чотирьох дітей і бабуся 15 онуків.

## Зовнішні посилання
- Офіційний сайт бабусі Джаміли
- Facebook Реабілітація бабусі в Ізраїлі
- Бабуся Джаміля в телешоу «Торкаючись Ізраїлю» з Омрі Гальперіним, Vimeo
- Israeli-Druze businesswoman conquers Spanish hearts // ynetnews.com